# Gare de Sept-Ponts
La gare de Sept-Ponts est une ancienne gare ferroviaire française de la ligne des Aubrais - Orléans à Montauban-Ville-Bourbon, située sur le territoire de la commune de Labastide-Marnhac, dans le département du Lot en région Occitanie.

## Situation ferroviaire
Établie à 166 mètres d'altitude, la gare de Sept-Ponts est situé au point kilométrique (PK) 605,070 de la ligne des Aubrais - Orléans à Montauban-Ville-Bourbon, entre les gares ouvertes de Cahors et de Lalbenque - Fontanes. En direction de Lalbenque, s'intercale la gare fermée de Cieurac.

## Histoire
En 1896, la Compagnie du PO indique que la recette de la gare pour l'année entière est de 2 208 francs.

## Service des voyageurs
Gare fermée par la SNCF.